# Herrarnas hopp i freestyle vid olympiska vinterspelen 1994
Herrarnas hopp i freestyle vid olympiska vinterspelen 1994 vid de olympiska vinterspelen 1994 avgjordes den 21-24 februari.

## Medaljörer
| Spel | Guld                       | Silver                 | Brons                |
| Hopp | Andreas Schönbächler (SUI) | Philippe LaRoche (CAN) | Lloyd Langlois (CAN) |

## Resultat

### Kval
| Placering | Namn                 | Land           | Hopp 1 | Hopp 2 | Totalt | Noteringar |
| --------- | -------------------- | -------------- | ------ | ------ | ------ | ---------- |
| 1         | Aleksey Parfenkov    | Belarus        | 115,70 | 112,79 | 228,49 | Q          |
| 2         | Philippe LaRoche     | Kanada         | 105,00 | 117,65 | 222,65 | Q          |
| 3         | Lloyd Langlois       | Kanada         | 106,80 | 114,81 | 221,61 | Q          |
| 4         | Trace Worthington    | USA            | 117,03 | 104,08 | 221,11 | Q          |
| 5         | Richard Cobbing      | Storbritannien | 102,03 | 106,51 | 208,54 | Q          |
| 6         | Andy Capicik         | Kanada         | 104,28 | 103,01 | 207,29 | Q          |
| 7         | Nicolas Fontaine     | Kanada         | 97,40  | 109,24 | 206,64 | Q          |
| 8         | Jean-Marc Bacquin    | Frankrike      | 96,99  | 106,59 | 203,58 | Q          |
| 9         | Kris Feddersen       | USA            | 104,50 | 94,77  | 199,27 | Q          |
| 10        | Andreas Schönbächler | Schweiz        | 99,94  | 96,59  | 196,53 | Q          |
| 11        | Mats Johansson       | Sverige        | 86,26  | 106,31 | 192,57 | Q          |
| 12        | Eric Bergoust        | USA            | 93,89  | 96,59  | 190,48 | Q          |
| 13        | Vasily Vorobyov      | Belarus        | 98,61  | 90,31  | 188,92 |            |
| 14        | Christian Rijavec    | Österrike      | 101,27 | 84,84  | 186,11 |            |
| 15        | Tor Skeie            | Norge          | 79,42  | 93,35  | 172,77 |            |
| 16        | Serhiy But           | Ukraina        | 81,89  | 89,30  | 171,19 |            |
| 17        | Michiel de Ruiter    | Nederländerna  | 81,37  | 87,02  | 168,39 |            |
| 18        | Alexis Blanc         | Frankrike      | 74,11  | 88,11  | 162,22 |            |
| 19        | Sergey Brener        | Uzbekistan     | 72,21  | 87,72  | 159,93 |            |
| 20        | Hiroshi Machii       | Japan          | 79,62  | 73,91  | 153,53 |            |
| 21        | Alessandro Scottà    | Italien        | 76,12  | 73,22  | 149,34 |            |
| 22        | Sébastien Foucras    | Frankrike      | 55,68  | 88,11  | 143,79 |            |
| 23        | Herbert Kolly        | Schweiz        | 59,94  | 69,16  | 129,10 |            |
| 24        | Freddy Romano        | Italien        | 61,42  | 53,79  | 115,21 |            |

### Final
| Placering | Namn                 | Land           | Hopp 1 | Hopp 2 | Totalt | Noteringar |
| --------- | -------------------- | -------------- | ------ | ------ | ------ | ---------- |
| 1         | Andreas Schönbächler | Schweiz        | 113,19 | 121,48 | 234,67 |            |
| 2         | Philippe LaRoche     | Kanada         | 110,58 | 118,05 | 228,63 |            |
| 3         | Lloyd Langlois       | Kanada         | 111,47 | 110,97 | 222,44 |            |
| 4         | Andy Capicik         | Kanada         | 106,71 | 112,36 | 219,07 |            |
| 5         | Trace Worthington    | USA            | 102,57 | 115,62 | 218,19 |            |
| 6         | Nicolas Fontaine     | Kanada         | 98,01  | 112,80 | 210,81 |            |
| 7         | Eric Bergoust        | USA            | 98,12  | 112,36 | 210,48 |            |
| 8         | Mats Johansson       | Sverige        | 105,26 | 102,26 | 207,52 |            |
| 9         | Jean-Marc Bacquin    | Frankrike      | 108,33 | 88,55  | 196,88 |            |
| 10        | Richard Cobbing      | Storbritannien | 102,22 | 94,36  | 196,58 |            |
| 11        | Kris Feddersen       | USA            | 91,58  | 103,68 | 195,26 |            |
| 12        | Aleksey Parfenkov    | Belarus        | 91,00  | 87,48  | 178,48 |            |